# 遊亀橋駅
遊亀橋駅（ゆうきばしえき）は、かつて広島県尾道市美ノ郷町白江に位置していた、尾道鉄道の駅（廃駅）である。

## 概要
単式ホーム1面1線の地上駅で、無人駅。木造の簡易待合室があった。鉄道廃止後、待合室とホームは撤去され、国道184号の敷地となった。

## 歴史
- 1933年（昭和8年）7月1日：開業[2]。
- 1941年（昭和16年） - 1945年（昭和20年）：休止[3]。
- 1949年（昭和24年）10月1日：復活[3]。
- 1964年（昭和39年）8月1日：尾道鉄道廃止に伴い廃駅。

## 駅周辺
- 遊亀橋（駅名の由来となった橋）
- 尾道市消防局尾道消防署北分署
- 中国バス・おのみちバス「遊亀橋」バス停（国道184号）

## 隣の駅
尾道鉄道
尾道鉄道線
木梨口駅 - 遊亀橋駅 - 木頃本郷駅